# Меллорі Вельте
Меллорі Максін Вельте (англ. Mallory Maxine Velte; нар. 4 березня 1995, Сакраменто, Каліфорнія) — американська борчиня вільного стилю, бронзова призерка чемпіонату світу, срібна призерка Панамериканського чемпіонату.

## Життєпис
Боротьбою почала займатися з 2009 року.
Виступає за борцівський клуб «Titan Mercury».

## Спортивні результати на міжнародних змаганнях

### Виступи на Чемпіонатах світу
| Змагання                        | Збірна | Вагова категорія          | Місце  |
| ------------------------------- | ------ | ------------------------- | ------ |
| Чемпіонат світу з боротьби 2017 | США    | жіноча боротьба, до 63 кг | 14     |
| Чемпіонат світу з боротьби 2018 | США    | жіноча боротьба, до 62 кг | Бронза |
| Чемпіонат світу з боротьби 2022 | США    | жіноча боротьба, до 65 кг | Бронза |

### Виступи на Панамериканських чемпіонатах
| Змагання                                   | Збірна | Вагова категорія          | Місце  |
| ------------------------------------------ | ------ | ------------------------- | ------ |
| Панамериканський чемпіонат з боротьби 2017 | США    | жіноча боротьба, до 63 кг | 5      |
| Панамериканський чемпіонат з боротьби 2019 | США    | жіноча боротьба, до 62 кг | Срібло |
| Панамериканський чемпіонат з боротьби 2020 | США    | жіноча боротьба, до 62 кг | Золото |

### Виступи на Кубках світу
| Змагання                    | Збірна | Вагова категорія | Місце |
| --------------------------- | ------ | ---------------- | ----- |
| Кубок світу з боротьби 2017 | США    | команда          | 4     |
| Кубок світу з боротьби 2018 | США    | команда          | 4     |

### Виступи на інших змаганнях
| Змагання                                   | Збірна | Вагова категорія               | Місце  |
| ------------------------------------------ | ------ | ------------------------------ | ------ |
| Klippan Lady Open 2016                     | США    | жіноча боротьба, до 63 кг      | 19     |
| Олімпійські випробування США 2016          | США    | жіноча боротьба, до 63 кг      | Бронза |
| Кубок Канади з боротьби 2016               | США    | жіноча боротьба, до 63 кг      | Золото |
| Гран-прі Іспанії з боротьби 2016           | США    | жіноча боротьба, до 63 кг      | 5      |
| Klippan Lady Open 2017                     | США    | жіноча боротьба, до 63 кг      | 5      |
| Гран-прі Іспанії з боротьби 2017           | США    | жіноча боротьба, до 63 кг      | Бронза |
| Beat the Streets 2017                      | США    | жіноча боротьба, до 62 кг      | Золото |
| Міжнародний меморіал Дейва Шульца 2017     | США    | жіноча боротьба, до 65 кг      | Срібло |
| Klippan Lady Open 2018                     | США    | жіноча боротьба, до 65 кг      | 8      |
| Гран-прі Іспанії з боротьби 2018           | США    | жіноча боротьба, до 62 кг      | Срібло |
| Відкритий чемпіонат Польщі з боротьби 2018 | США    | жіноча боротьба, до 62 кг      | 12     |
| Міжнародний меморіал Дейва Шульца 2019     | США    | жіноча боротьба, до 65 кг      | Бронза |
| Гран-прі Німеччини з боротьби 2019         | США    | жіноча боротьба, до 62 кг      | Бронза |
| Турнір Дана Колова — Николи Петрова 2019   | США    | жіноча боротьба, до 62 кг      | 21     |
| Beat the Streets 2019                      | США    | жіноча боротьба, до 62 кг      | Золото |
| Grapple at the Garden 2019                 | США    | Multiple Style Event, LF 62 кг | Золото |
| Турнір міста Сассарі з боротьби 2019       | США    | жіноча боротьба, до 62 кг      | 5      |
| Тестовий турнір UWW 2019                   | США    | жіноча боротьба, до 62 кг      | 7      |
| Міжнародний меморіал Білла Фаррелла 2019   | США    | жіноча боротьба, до 62 кг      | Бронза |
| Турнір Маттео Пелліцоне 2020               | США    | жіноча боротьба, до 62 кг      | 9      |
| Турнір Дана Колова — Николи Петрова 2022   | США    | жіноча боротьба, до 65 кг      | Срібло |
| Турнір Яшара Догу 2022                     | США    | жіноча боротьба, до 65 кг      | Срібло |

### Виступи на змаганнях молодших вікових груп
| Змагання                                      | Збірна | Вагова категорія          | Місце |
| --------------------------------------------- | ------ | ------------------------- | ----- |
| Чемпіонат світу з боротьби серед юніорів 2015 | США    | жіноча боротьба, до 63 кг | 5     |